# Ceriana anceps
Ceriana anceps är en tvåvingeart som först beskrevs av Seguy 1948.  Ceriana anceps ingår i släktet griffelblomflugor, och familjen blomflugor. Inga underarter finns listade i Catalogue of Life.